# Albert Crémieux (journaliste)
Pour les articles homonymes, voir Albert Crémieux et Crémieux.
Albert Crémieux, né le 11 novembre 1899 à Marseille et mort le 15 février 1967 dans le 4e arrondissement de Paris, est un journaliste, écrivain, syndicaliste et homme politique français. Militant communiste jusqu’en 1925, journaliste à L'Humanité puis à La Victoire, il est le secrétaire général de la Confédération générale ouvrière entre 1936 et 1939.

## Éléments biographiques
Rubens Albert Crémieux est le fils d'un couple divorcé. Son père est juif, sa mère est catholique. Il dut se débrouiller dès l'adolescence et multiplia les métiers. Son père Eliezer Alexandre Crémieux, né à Marseille en 1877, sera déporté et assassiné à Auschwitz, avec sa seconde femme Isabelle, sa fille Roxane et son petit-fils Serge, en octobre 1943. Il les évoque dans Trois étapes en 1946. Albert Crémieux se marie le 28 février 1928 à Alger avec Mazeltob Zemirou.
Membre de la SFIO puis du Parti communiste en 1920, Albert Crémieux est journaliste à L’Humanité et collabore par ailleurs à L’Ouvrier.
Il quitte le Parti communiste après 1925. Il rejoint comme rédacteur la Société d'études et d'informations économiques, qui publie un bulletin à destination des milieux patronaux. Il se porte tardivement candidat aux élections législatives de 1928, en Algérie, dans la circonscription de Sidi Bel Abbès, se présentant comme homme de lettres, rédacteur à la Société d'études et d'informations économiques, ancien élève de l'École d'électricité et de mécanique industrielle. Il présente un programme social et économique protectionniste et prône la liberté religieuse. Il se désiste cependant quelques jours avant le scrutin. Il collabore brièvement à l'hebdomadaire Candide en 1928-1929 et au quotidien L'Intransigeant.
Il rejoint aussi un périodique d'extrême droite, La Victoire de Gustave Hervé, et son parti socialiste national pour lequel il tient des réunions de propagande au début des années 1930 en province.
Il fait paraitre entre 1929 et 1931 plusieurs romans sociaux. Cellule 93 (1929) évoque la fusillade de la rue Damrémont et l'univers des communistes français tel qu'il l'a connu, « pauvres hommes crédules, enthousiastes, bornés, aveugles, (...) en révolte contre les tyrannies sociales et tout prêts à tyranniser à leur tour »,. Il imagine ensuite une révolution communiste à Paris et en Algérie (Le Grand soir, 1929),, décrit le monde de la mine (Fosse 15, sa première partie est publiée en feuilleton dans L'Intransigeant en 1930), raconte les souvenirs de son enfance pauvre (Jours sans pain, 1930), évoque le monde des bagnes (Forçats, 1931). Il fonde et dirige en 1932 une petite revue illustrée, Le Travail et les travailleurs,. Il a auparavant tenu une petite chronique sociale également intitulée « Le travail et les travailleurs » dans L'Intransigeant, sous le pseudonyme de « Jean-Pierre »,. Elle est ensuite intitulée « Conseils aux travailleurs » en 1932.
Il est secrétaire général de la Confédération générale ouvrière (CGO) à sa création le 15 juin 1936 et directeur de son organe, Le travailleur français. La CGO est un syndicat anticommuniste issu de syndicats liés à Gustave Hervé et de l'Alliance française des travailleurs à laquelle il a collaboré avant 1936. Elle s'oppose à la Confédération générale du travail (CGT), aux communistes et aux grèves politiques. Il anime ce syndicat aux côtés notamment de Robert Lespagnol. Dans les Vosges, ce syndicat est financé par une officine patronale animée par un industriel cotonnier anticommuniste, Georges Laederich.
il est mobilisé en 1939 et affecté à l’hôpital militaire de Clermont-Ferrand. Il assure ensuite le secrétariat d’un bureau de garnison.
Après sa démobilisation, il séjourne dans le Cantal, à Massiac, où il devient secrétaire de mairie. C’est à ce titre que, pendant dix-huit mois, il fournit des faux papiers à de nombreuses personnes et organisations. Menacé, il fuit le Cantal pour rejoindre la résistance organisée. Il évoque ces épisodes dans Trois étapes en 1946.
Après la guerre, il reprend son activité d’écrivain. Il est décédé à son domicile, au 27 rue de Richelieu dans le 3e arrondissement de Paris, le 15 février 1967.

## Publications
- Cellule 93, Paris, Nouvelle Société d'édition, 1929, 256 p. (réédition, éditions Métal, 1956)
- Le Grand Soir, Paris, Nouvelle Société d'édition, 1929, 253 p.
- Fosse 15, roman de la mine, Paris, Nouvelle Société d'édition, 1930, 256 p. (réédition, éditions Métal, 1955)
- Jours sans pain, Paris, Nouvelle Société d'édition, 1930, 254 p. (réédition, éditions Métal, 1955)
- Forçats, Paris, Nouvelle Société d'édition, 1931, 281 p.
- Trois étapes, Nouvelle société d'édition, 1946 (Lire le début en ligne)
- L'Homme qui parlait aux bêtes, Paris, Éditions Goëlette, 1946
- avec Jean Crémieux, Chute libre, Paris, éditions Métal, 1954
- avec Jean Crémieux, La parole perdue : roman d'anticipation, Paris éditions Métal, 1956